# Niesamowite historie (polski serial telewizyjny)
Niesamowite historie – polski serial paradokumentalny emitowany na kanale TV Puls w latach 2008–2009.

## Charakterystyka
W każdym odcinku przedstawiane były dwie różne opowieści, których bohaterami byli zwykli ludzie, którym przydarzyły się nietypowe historie. Zdarzenia prezentował prowadzący – Janusz Weiss, który wciela się w rolę narratora oraz komentatora wydarzeń. 
Serial prezentowany był w formie wywiadu. W głównych rolach poszczególnych odcinków występują aktorzy, którzy wcielają się w uczestników zdarzeń. Bohaterowie opowiadają swoją wersję wydarzeń, a ich wypowiedzi przeplatane są fabularyzowanymi scenami.